# All the Wilderness
Pour plus de détails, voir Fiche technique et Distribution.
All the Wilderness (litt. « Toute la région sauvage ») est un film américain écrit et réalisé par Michael Johnson, sorti en 2014.

## Synopsis
James Charm (Kodi Smit-McPhee), introverti, vit seul avec sa mère (Virginia Madsen), contre qui il se rebelle. Il s'isole dans son monde imaginaire et ténébreux. Il se lie d'amitié avec Val (Isabelle Fuhrman), une fille rencontrée chez le psychiatre Pembry (Danny DeVito) Il s'aventure en pleine nuit jusqu'à ce qu'il rencontre le musicien des rues, Harmon (Evan Ross), qui l'accueille dans sa ville. Ils s'entendent vite bien, et James se met à explorer la nature sauvage de sa ville tout en luttant l'absence de son père.

## Fiche technique
Sauf indication contraire, les informations mentionnées dans cette section peuvent être confirmées par la base de données cinématographiques IMDb,  présente dans la section « Liens externes ».
- Titre original : All the Wilderness
- Titre travaillé : The Wilderness of James
- Réalisation et scénario : Michael Johnson
- Musique : Jónsi et Alex
- Direction artistique : Taylor Vignali
- Décors : David Storm
- Costumes : Savannah Kay Gordon
- Photographie : Adam Newport-Berra
- Montage : John-Michael Powell
- Production : Jonathan Schwartz et Andrea Sperling
- Production déléguée : Nick Frenkel, Glenn Howerton, Audrey Wilf et Zygi Wilf
- Société de production : Super Crispy Entertainment
- Société de distribution : Screen Media Films (États-Unis)
- Pays de production :  États-Unis
- Langue originale : anglais
- Format : couleur
- Genre : drame
- Durée : 85 minutes
- Dates de sortie :
  - États-Unis : 9 mars 2014 (avant-première mondiale au Festival South by Southwest) ; 20 février 2015 (sortie nationale)
  - France : n/a

## Distribution
- Kodi Smit-McPhee : James Charm
  - Charlie Howell : James, jeune
- Virginia Madsen : Abigail Charm
- Isabelle Fuhrman : Val
- Evan Ross : Harmon
- Danny DeVito : Dr Pembry
- Sarah Buckley : Gunny
- Chase Offerle : Cory
- Gilberto Martin del Campo : Gabe
- Pat Janowski : Carolyn
- Hannah Barefoot : Crystal
- Castillo Morales : le commerçant
- Richard Chin : le vendeur d'antiquité
- Tabor Helton : William Charm

## Production
Le tournage a lieu à Portland, en Oregon.

## Accueil

### Festival et sortie
Le film est sélectionné et présenté en avant-première au festival South by Southwest, le 9 mars 2014, sous le titre The Wilderness of James. Le 4 novembre de la même année, Screen Media Films obtient les droits de distribution du film.
Il sort le 20 février 2015 aux États-Unis.

### Critiques
Le film reçoit de bonnes critiques, aux États-Unis. Rotten Tomatoes signale 60 % de cote d'approbation, avec une moyenne pondérée de 5.88/10 pour 25 critiques. Metacritic, il attribue une note 54/100, avec 11 critiques, et mentionne « avis mitigés ou moyens ».